# IWA World Heavyweight Championship (IWA Japan)
Lo IWA World Heavyweight Championship è il massimo alloro nella federazione International Wrestling Association of Japan.

## Albo d'oro
| Wrestler:                                                                                           | Times: | Date:            | Location:      | Notes:                                                                   |
| --------------------------------------------------------------------------------------------------- | ------ | ---------------- | -------------- | ------------------------------------------------------------------------ |
| Dick Slater                                                                                         | 1      | July 20, 1994    | Iwate          | Sconfiggendo Nobutaka Araya                                              |
| Il titolo fu reso vacante quando Slater tornò negli Stati Uniti per problemi di salute della madre. |        |                  |                |                                                                          |
| Tarzan Goto                                                                                         | 1      | August 15, 1995  | Yokkaichi, Mie | Sconfiggendo Leatherface.                                                |
| Il titolo venne reso vacante quando Goto lasciò la federazione.                                     |        |                  |                |                                                                          |
| Doug Gilbert                                                                                        | 1      | January 13, 1998 | Tokyo          | Vinse una Battle Royal a 15 uomini eliminando Keisuke Yamada per ultimo. |
| Ghost Face / Tarzan Goto                                                                            | 2      | April 13, 1998   | Tokyo          | Goto tornò e vinse il titolo nuovamente.                                 |
| Il titolo fu reso vacante                                                                           |        |                  |                |                                                                          |
| Jim Duggan                                                                                          | 1      | August 31, 2004  | Tokyo          | Sconfisse The Big Boss Man in un six-man tournament final.               |
| Black Buffalo                                                                                       | 1      | July 2, 2009     | Tokyo          | Sconfisse Keizo Matsuda vincendo il titolo vacante                       |
| Keizo Matsuda                                                                                       | 1      | December 5, 2009 | Tokyo          | Sconfiggendo Black Buffalo.                                              |